# El príncep Joe
El príncep Joe (títol original:Beautiful Joe) és una pel·lícula estatunidenca dirigida per Stephen Metcalfe. Ha estat doblada al català.

## Argument
Un moribund troba que els cavalls, les roses, i la màfia poden acabar la seva vida més ràpidament que el càncer. Joe (Billy Connolly) és un tipus ordinari que dirigeix un magatzem de flors i mai no ha tingut molta sort. Les perspectives semblen fosques per a Joe quan li diagnostiquen un tumor al cervell, però l'horitzó s'aclareix una mica quan guanya el premi gros a les carreres. Tanmateix, Hush (Sharon Stone), una ballarina exòtica molt endeutada amb una banda, li roba la seva fortuna acabada d'aconseguir per pagar-los. Joe recupera els seus diners explicant als pistolers el que ha passat, però només perquè el prenen per a un baró de sindicat del qual han sentit parlar, però no conegut. Quan els bandits descobreixen que Joe és un florista i no un criminal de carrera, troben la situació de tot menys divertida.

## Repartiment
- Sharon Stone: Hush
- Billy Connolly: Joe
- Gil Bellows: Elton
- Jurnee Smollett: Vivian
- Dillon Moen: Lee
- Jaimz Woolvett: Mouse
- Alan C. Peterson: Howdy
- Dann Florek: Happy
- Ian Holm: George the Geek
- Sheila Paterson: Mrs O'Malley
- Frank C. Turner: Frank
- Gina Chiarelli: Pauline
- Ben Johnson: Gino
- Connor Widdows: Anthony
- Norman Armour: Doctor
- Barbara Tyson: Sylvie
- Ben Derrick: Plumber
- Ken Pogue: Lou
- Karen Elizabeth Austin: monja #1
- Shelley Adam: monja #2
- Michael Rawlins: Tommy
- Ona Grauer: Ariel
- Erin Wright: Ashley
- Karen Holness: Scarlet
- Laurie Bekker: Monique